# خنمت‌نفرحدجت‌ورت سوم
خنمت‌نفرحدجت‌ورت سوم (انگلیسی: Khenemetneferhedjet Weret III؛ ‏مصری باستان: ẖnm.t nfr-ḥḏ.t-Wrt) یک ملکه همسر در مصر باستان در دوران حکمفرمایی دودمان دوازدهم مصر بود. وی همسر آمنمحات سوم بود و در هرم او در دهشور به خاک سپرده شد. نام او تاکنون تنها بر روی یک شیء یافت شده‌است: ظرفی از سنگ مرمر گچی که در آرامگاهش کشف شد. القاب او شامل «همسر پادشاه»، «عضو اشراف» و «بانوی دو سرزمین» بود. او در تابوتی تزئین‌شده اما بی‌کتیبه دفن شده بود.
آرامگاهش در حالی کشف شد که مورد غارت قرار گرفته بود و تنها بقایای اندکی از آن باقی مانده بود. دیتر آرنولد باستان‌شناسی که این آرامگاه را یافت، در ابتدا نام او را صرفاً به‌عنوان لقب سلطنتی «خنمت‌نفرحدجت» تفسیر کرد و معتقد بود که ظرف آیینی کشف‌شده در آرامگاه، هیچ نام شخصی‌ خاصی را در بر ندارد. با این حال، پژوهشگران جدیدتر به این نکته اشاره کرده‌اند که رسم نبوده بر اشیای آیینی در یک اتاق دفن، تنها عنوان فرد نوشته شود و نام واقعی او حذف گردد. بنابراین، خنمت‌نفرحدجت به احتمال زیاد نام شخصی این ملکه بوده است.